# Idiocerus depictus
Idiocerus depictus är en insektsart som beskrevs av Ball 1902. Idiocerus depictus ingår i släktet Idiocerus och familjen dvärgstritar. Inga underarter finns listade i Catalogue of Life.